# Manuel Argüelles Sánchez
Manuel Argüelles Sánchez (Gijón, Asturias, España, 15 de junio de 1893-ib., 10 de diciembre de 1958) fue un futbolista español que jugaba como delantero. Desarrolló toda su carrera deportiva en el Real Sporting de Gijón.

## Trayectoria
Comenzó su carrera en la Sportiva Gijonesa, equipo en el que militó hasta 1913 cuando, recién cumplidos los dieciséis años, se incorporó al Real Sporting de Gijón. Se mantuvo en el conjunto rojiblanco hasta la temporada 1926-27, en la que se retiró de la práctica del fútbol.

## Selección nacional
Fue convocado para los Juegos Olímpicos de Amberes 1920 pero no llegó a participar ya que, cuando se encontraba concentrado en Bilbao con la selección española,  solicitó la baja voluntaria para poder regresar a Asturias.

## Estadísticas

### Clubes
Actualizado al fin de carrera: 30 de abril de 1927.
| Club                            | Div.          | Temporada     | Liga  | Liga  | Copas nacionales | Copas nacionales | Copas internacionales | Copas internacionales | Total | Total |
| Club                            | Div.          | Temporada     | Part. | Goles | Part.            | Goles            | Part.                 | Goles                 | Part. | Goles |
| ------------------------------- | ------------- | ------------- | ----- | ----- | ---------------- | ---------------- | --------------------- | --------------------- | ----- | ----- |
| Real Sporting de Gijón · España | -             | 1916-17       | —     | —     | 2                | 0                | ―                     | ―                     | 2     | 0     |
| Real Sporting de Gijón · España | -             | 1917-18       | —     | —     | 1                | 0                | —                     | —                     | 1     | 0     |
| Real Sporting de Gijón · España | -             | 1918-19       | —     | —     | 3                | 0                | —                     | —                     | 3     | 0     |
| Real Sporting de Gijón · España | -             | 1919-20       | —     | —     | 2                | 0                | —                     | —                     | 2     | 0     |
| Real Sporting de Gijón · España | -             | 1920-21       | —     | —     | 2                | 0                | —                     | —                     | 2     | 0     |
| Real Sporting de Gijón · España | -             | 1921-22       | —     | —     | 3                | 0                | —                     | —                     | 3     | 0     |
| Real Sporting de Gijón · España | -             | 1922-23       | —     | —     | 5                | 0                | —                     | —                     | 5     | 0     |
| Real Sporting de Gijón · España | -             | 1923-24       | —     | —     | 5                | 2                | —                     | —                     | 5     | 2     |
| Real Sporting de Gijón · España | -             | 1925-26       | —     | —     | 5                | 1                | —                     | —                     | 5     | 1     |
| Real Sporting de Gijón · España | -             | 1926-27       | —     | —     | 8                | 1                | —                     | —                     | 8     | 1     |
| Real Sporting de Gijón · España | Total club    | Total club    | 0     | 0     | 36               | 4                | 0                     | 0                     | 36    | 4     |
| Total carrera                   | Total carrera | Total carrera | 0     | 0     | 36               | 4                | 0                     | 0                     | 36    | 4     |